# Faouzi Mansouri
Faouzi Mansouri (en árabe: فوزي منصوري‎; Djerba, protectorado francés de Túnez; 17 de enero de 1956 – Nimes, Francia; 18 de mayo de 2022) fue un futbolista de Argelia nacido en Túnez que jugó en la posición de defensa.

## Carrera

### Club
| Periodo   | Club            | Apariciones | Goles |
| --------- | --------------- | ----------- | ----- |
| 1975-1980 | Nîmes Olympique | 65          | 3     |
| 1980–1981 | AS Béziers      | 25          | 5     |
| 1981–1983 | Montpellier HSC | 43          | 1     |
| 1983–1985 | FC Mulhouse     | 58          | 0     |
| 1985–1986 | Montpellier HSC | 16          | 0     |

### Selección nacional
Jugó para Argelia en 13 ocasiones de 1981 a 1986, participó en dos ediciones de la Copa Mundial de Fútbol y en dos ediciones de la Copa Africana de Naciones.

## Logros
- Copa Gambardella (1): 1977